# Weddel

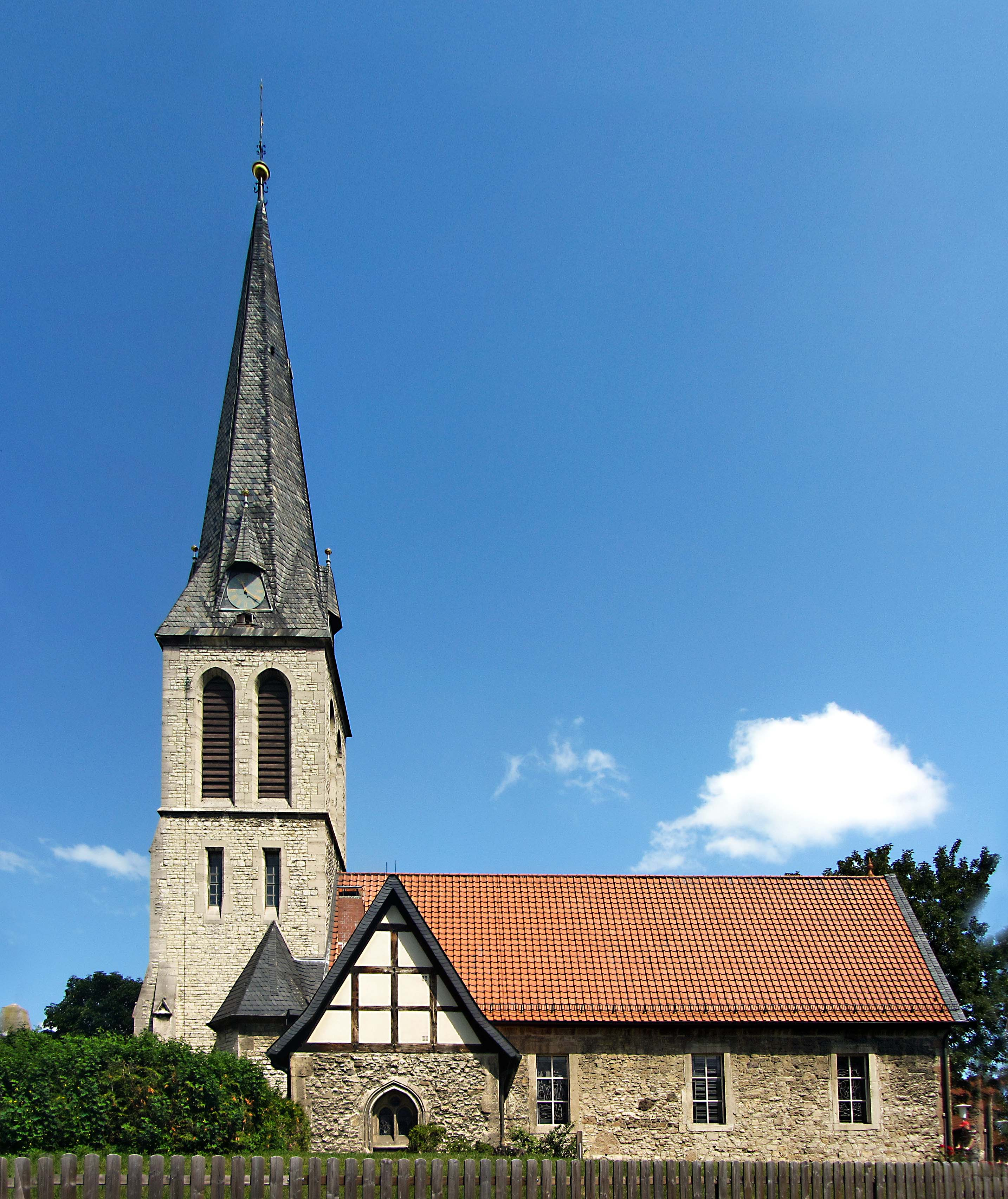
Christuskirche in Weddel

Weddel ist ein Ortsteil der Gemeinde Cremlingen im niedersächsischen Landkreis Wolfenbüttel.

## Geschichte
Der Name Weddel steht in Beziehung zum Wort „Watt“; damit gemeint ist die ursprünglich von Feuchtgebieten geprägte Gegend, in der Weddel einen Pass „zum durchwaten“ darstellt. Aus einer germanischen Grundform *wadil- oder *wadul- heraus entwickelte es sich bis zur Ersterwähnung um das Jahr 1226 zu Wedele und wandelte sich im Laufe der Jahrhunderte über Weddele zu Weddel.
Am 1. März 1974 wurde Weddel in die Gemeinde Cremlingen eingegliedert.

### Einwohnerentwicklung
| Cremlingen-Weddel – Bevölkerungsentwicklung seit 2007                                                                 | Cremlingen-Weddel – Bevölkerungsentwicklung seit 2007 | Cremlingen-Weddel – Bevölkerungsentwicklung seit 2007 | Cremlingen-Weddel – Bevölkerungsentwicklung seit 2007 | Cremlingen-Weddel – Bevölkerungsentwicklung seit 2007 | Cremlingen-Weddel – Bevölkerungsentwicklung seit 2007 | Cremlingen-Weddel – Bevölkerungsentwicklung seit 2007 |
| Entwicklung | Jahr                                                  | Einwohner                                             | Jahr                                                  | Einwohner                                             |                                                       |                                                       |
| --- | ----------------------------------------------------- | ----------------------------------------------------- | ----------------------------------------------------- | ----------------------------------------------------- | ----------------------------------------------------- | ----------------------------------------------------- |
| Hier fehlt eine Grafik, die leider im Moment aus technischen Gründen nicht angezeigt werden kann. Wir arbeiten daran! | 2007                                                  | 3012                                                  | 2017                                                  | 3078                                                  |                                                       |                                                       |
| Hier fehlt eine Grafik, die leider im Moment aus technischen Gründen nicht angezeigt werden kann. Wir arbeiten daran! | 2008                                                  | 2950                                                  |                                                       |                                                       |                                                       |                                                       |
| Hier fehlt eine Grafik, die leider im Moment aus technischen Gründen nicht angezeigt werden kann. Wir arbeiten daran! | 2009                                                  | 2947                                                  |                                                       |                                                       |                                                       |                                                       |
| Hier fehlt eine Grafik, die leider im Moment aus technischen Gründen nicht angezeigt werden kann. Wir arbeiten daran! | 2010                                                  | 2966                                                  |                                                       |                                                       |                                                       |                                                       |
| Hier fehlt eine Grafik, die leider im Moment aus technischen Gründen nicht angezeigt werden kann. Wir arbeiten daran! | 2011                                                  | 2974                                                  |                                                       |                                                       |                                                       |                                                       |
| Hier fehlt eine Grafik, die leider im Moment aus technischen Gründen nicht angezeigt werden kann. Wir arbeiten daran! | 2012                                                  | 3055                                                  |                                                       |                                                       |                                                       |                                                       |
| Hier fehlt eine Grafik, die leider im Moment aus technischen Gründen nicht angezeigt werden kann. Wir arbeiten daran! | 2013                                                  | 3072                                                  |                                                       |                                                       |                                                       |                                                       |
| Hier fehlt eine Grafik, die leider im Moment aus technischen Gründen nicht angezeigt werden kann. Wir arbeiten daran! | 2014                                                  | 3087                                                  |                                                       |                                                       |                                                       |                                                       |
| Hier fehlt eine Grafik, die leider im Moment aus technischen Gründen nicht angezeigt werden kann. Wir arbeiten daran! | 2015                                                  | 3097                                                  |                                                       |                                                       |                                                       |                                                       |
| Hier fehlt eine Grafik, die leider im Moment aus technischen Gründen nicht angezeigt werden kann. Wir arbeiten daran! | 2016                                                  | 3076                                                  |                                                       |                                                       |                                                       |                                                       |
| Quelle: bis 2016, ab 2017. Jeweils zum 31. Dezember des Jahres.                                                       |                                                       |                                                       |                                                       |                                                       |                                                       |                                                       |

## Religion

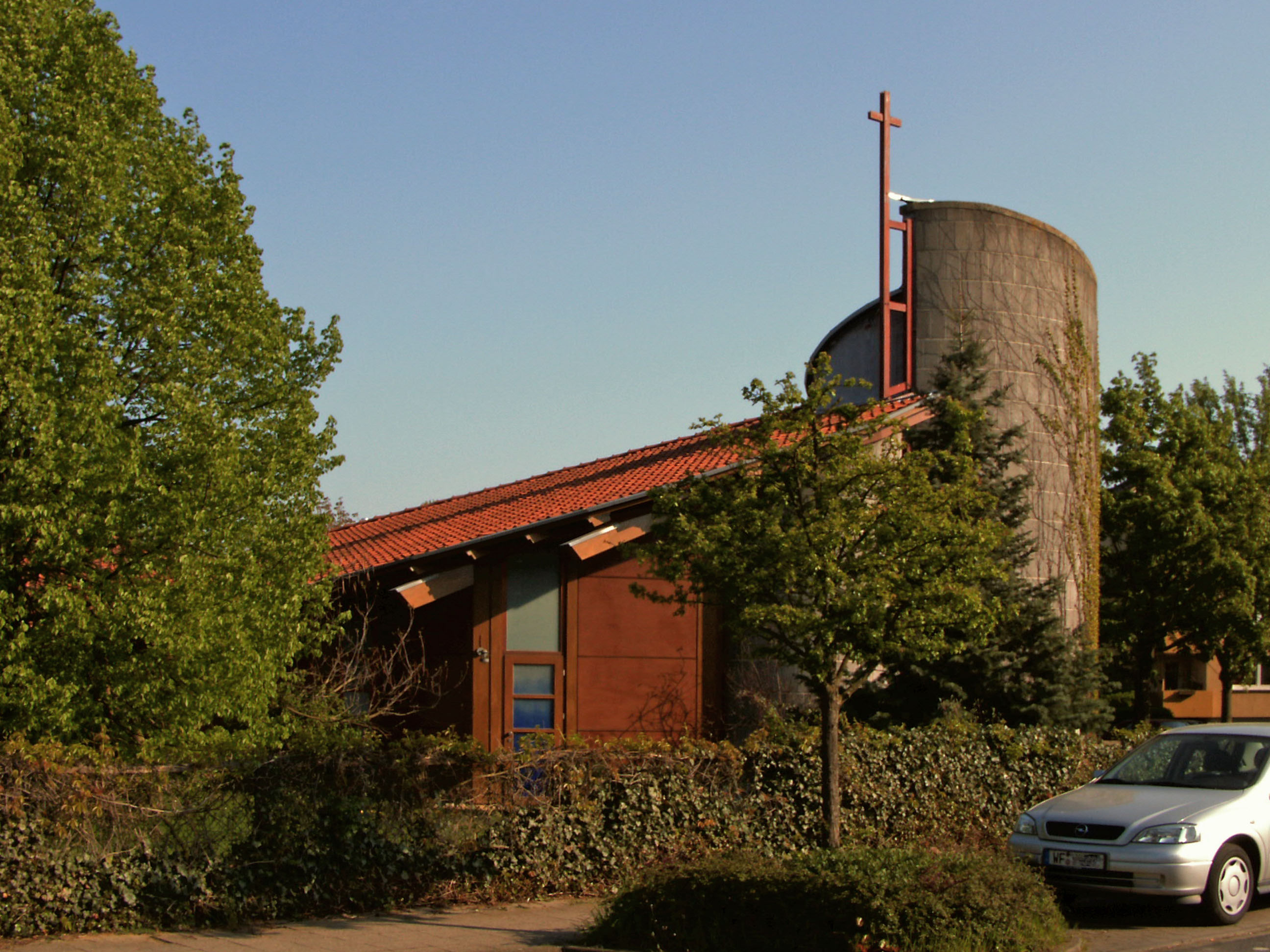
St.-Bonifatius-Kirche

Die evangelisch-lutherische Christuskirche befindet sich an der Kirchstraße, ihre Kirchengemeinde gehört zur Propstei Königslutter. Zur Kirchengemeinde gehören auch das Paul-Gerhardt-Haus neben der Kirche, ein 1897 erbautes ehemaliges Schulgebäude, das nach seinem Umbau 2015 als Gemeindehaus genutzt wird, und die Kindertagesstätte Arche Noah an der Nordstraße.
Die katholische St.-Bonifatius-Kirche wurde 1991 an der Ahornallee errichtet, sie ist die jüngste Kirche im Dekanat Braunschweig und gehört heute zur Pfarrgemeinde Heilig Kreuz in Veltheim.

## Politik

### Ortsrat
Der Ortsrat, der Weddel vertritt, setzt sich aus elf Mitgliedern zusammen. Die Ratsmitglieder werden durch eine Kommunalwahl für jeweils fünf Jahre gewählt.

Bei der Kommunalwahl 2021 ergab sich folgende Sitzverteilung:
| Ortsrat 2021Insgesamt 11 Sitze - SPD: 4 - Grüne: 2 - HAIE: 1 - CDU: 4 |

### Ortsbürgermeister
Ortsbürgermeister ist Harald Koch.

### Wappen
| | Blasonierung: „Schräglinksgeteilt von Silber und Blau; oben ein wachsender schwarzbewehrter roter Löwe, unten ein goldenes Lindenblatt.“ |
| Wappenbegründung: Der Braunschweiger Stadtlöwe verweist auf die Nähe und Verbindungen Weddels zur Stadt Braunschweig. Das Lindenblatt vertritt den für das Dorf typischen Baum und die einstige Lindenallee, die jetzige Kreisstraße 41. Die Schildhälfte ist in den Farben des ehemaligen Landkreises Braunschweig gehalten, dem Weddel bis zur Eingemeindung nach Cremlingen als selbständige Gemeinde angehörte. Das Wappen wurde von Wilhelm Krieg gestaltet und am 1. Februar 1979 durch den Ortsrat angenommen. | |

## Wirtschaft und Infrastruktur

### Bildung
Weddel besitzt die Erich-Kästner-Schule, welche Schüler der Klassenstufen 1 bis 4 aus den Orten Cremlingen, Klein Schöppenstedt und Weddel aufnimmt.

### Verkehr
Südlich des Ortes befindet sich der Bahnhof Weddel (Braunschw).
Die K 141 verbindet den Ort im Süden mit der Bundesstraße 1 sowie mit Cremlingen.